# Luzzago
I Luzzago sono una nobile famiglia bresciana di origine longobarda, il cui fondatore fu probabilmente Verzerio (X secolo) della casata dei conti d'Altafoglia originari della città di Costanza.

## Storia
Le origini di questa famiglia sono molto antiche e risalgono all'epoca longobarda. I Luzzago deriverebbero da un ramo dei conti di Altafoglia, vantando un'origine comune con i nobili patrizi veneziani Dal Torso. Il capostipite della famiglia, che si insediò e sviluppò a Brescia, fu un notaio, un certo Fiorino de Lanciago, presente negli elenchi del XIV secolo. Questa famiglia fu tra quelle originarie, iscritta nell'elenco della prima Serrata del 1488. Nel 1676 i Luzzago vennero insigniti del titolo di conte dalla Serenissima Repubblica di Venezia.

## Stemma
D'oro a due fasce: la prima di rosso, sostenente un'aquila di nero, la seconda di nero, accostata da tre gambi di verze, di verde, due e uno.

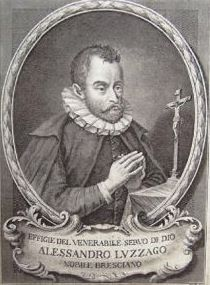
Alessandro Luzzago

Motto: "Patientia et abstinentia"

## Esponenti della famiglia
- Manfredo e Gilberto, parteciparono alla crociata di Federico Barbarossa del 1190
- Don Silvio Luzzago, religioso di Manerbio, tra il 1538 e il 1540 commissionò la pala Luzzago al Moretto[4]
- Camillo Luzzago, nel 1551 donò alla chiesa di Manerbio le reliquie di San Costanzo
- Alessandro Luzzago (1551 – 1602), è stato un teologo, filosofo ed educatore italiano.
- Galeazzo Luzzago (XVIII secolo)
- Marco Luzzago, Luogotenente di Gran Maestro dell’Ordine di Malta

## Dimore
- Palazzo Luzzago Di Bagno, a Manerbio (XVIII sec.)
- Palazzo Cantoni Marca già Luzzago, a Brescia
- Palazzo Masetti già Luzzago, via Cattaneo 51 a Brescia (XVII sec.)
- Palazzo Luzzago già di Bagno, via Crispi 3 a Brescia (XVII sec.). Del palazzo originale rimangono soltanto alcune parti ed il portale d'accesso; una versione del palazzo originale si può vedere nel quadro di Faustino Jolli, rappresentante le X giornate di Brescia e conservato presso il museo del Risorgimento.[5]Moretto, Madonna col bambino e santi, 1542, conosciuta anche col nome di Pala Luzzago.

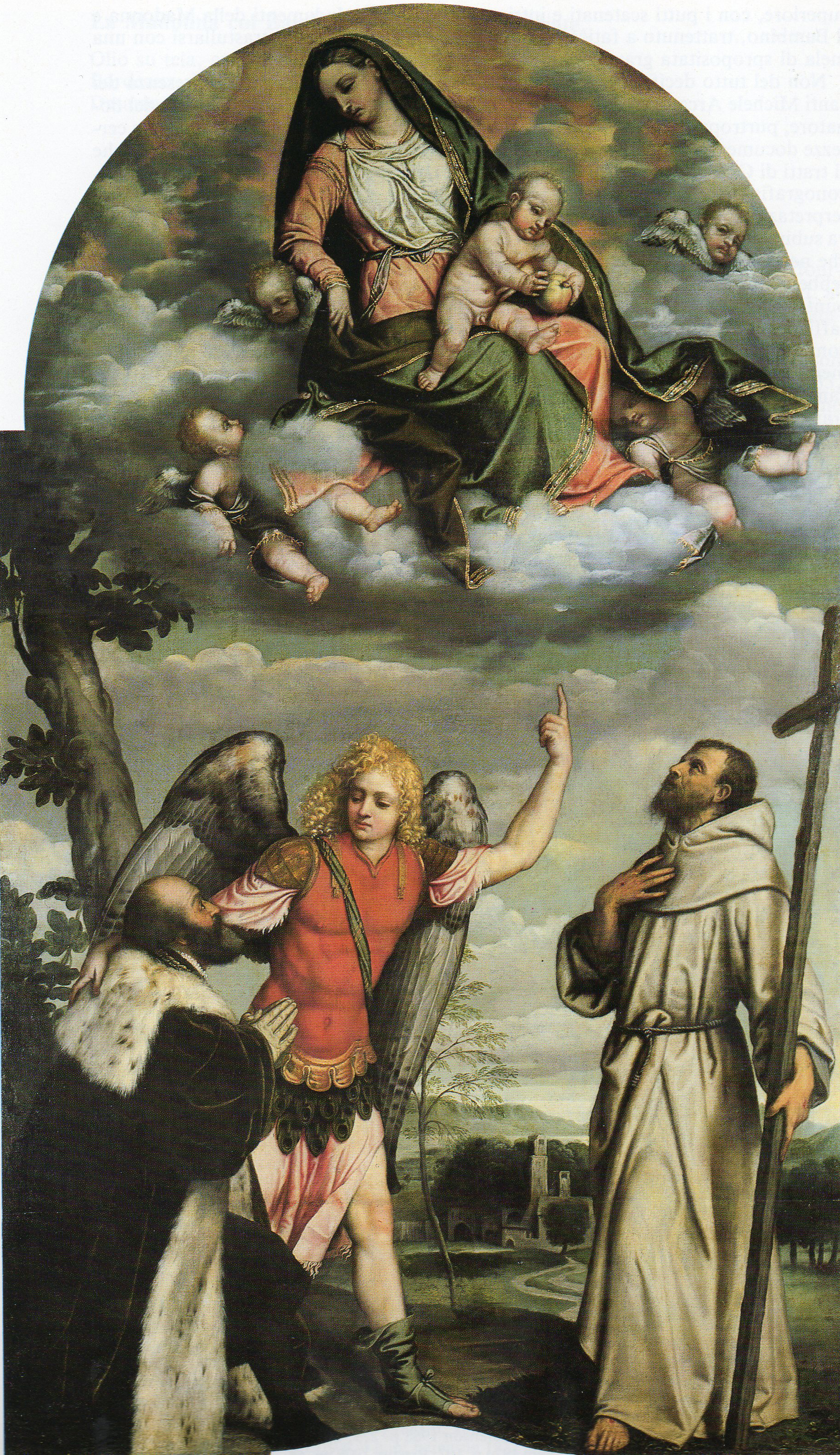
Moretto, Madonna col bambino e santi, 1542, conosciuta anche col nome di Pala Luzzago.

## Possedimenti
I Luzzago avevano possedimenti sia in città che nella bassa bresciana tra cui in:
- Manerbio
- Piffione
- Cigole

## Toponimi
- Via Luzzago a Brescia
- Liceo Luzzago a Brescia

## Opere d'arte
- Pala Luzzago, dipinta dal Moretto nel 1542, oggi conservata presso la pinacoteca Tosio Martinengo.